# Pterocheilus albofasciatus
Pterocheilus albofasciatus är en stekelart som beskrevs av Smith 1878. Pterocheilus albofasciatus ingår i släktet palpgetingar, och familjen Eumenidae. Inga underarter finns listade i Catalogue of Life.